# Svenska mästerskapen i dressyr 1976
Svenska mästerskapen i dressyr 1976 avgjordes i Strömsholm. Tävlingen var den 26:e upplagan av Svenska mästerskapen i dressyr.

## Resultat
| Placering | Ryttare           | Häst     |
| --------- | ----------------- | -------- |
| 1         | Ulla Håkansson    | Ajax     |
| 2         | Sten Nordenskjöld | Horisont |
| 3         | Eric Lette        | Aintree  |